# VosTV
VosTV es un canal de televisión abierta nicaragüense, propiedad de Grupo Pellas.Se encuentra localizada en la ciudad de Managua.

## Historia
El 27 de julio de 2010, el canal ESTV (Canal 11) transformó en VosTV y se trasladó al Canal 14 de la parrilla de programación de Claro TV por cable de sistema. Así también se asignó la frecuencia 470 MHz correspondiente al canal 14 del espectro radioeléctrico. 
Según su ética, refleja lo que quieren ser; un Canal totalmente conectado con el televidente. El televidente (Vos) es lo más importante para este Canal.

## Distribución
Su señal es recibida en toda la ciudad de Managua y sus alrededores por aire en el canal 14 de la banda de UHF (frecuencia 470 MHz), también su señal es llevada a nivel nacional por el sistema de cable nicaragüense Estesa (ahora Claro TV). IBW Cablecom; así como Telecable Estelí tienen dentro de su parrilla de programación la señal de VosTV.

## Programación

### Informativos
- NotiVos

### Revistas
- Nicaragua Salvaje
- Cyber Space
- De Sol a Sol
- Niños Cámara Acción
- DeportiVos
- Rompiendo Barreras

### Otros
- Las reglas de Angelo
- Plankton - la invasion